# Alingsås HK
Alingsås Handbollklubb (Alingsås HK, AHK) är en handbollsklubb i Alingsås, bildad den 9 april 1973. Hemmaarenan är Estrad Alingsås, sedan 2013.  Innan dess var det Nolhagahallen. Herrlaget har blivit svenska mästare två gånger, 2009 och 2014.
Alingsås HK är arrangörer av ungdomscupen Potatiscupen, som arrangeras i april varje år.

## Historia

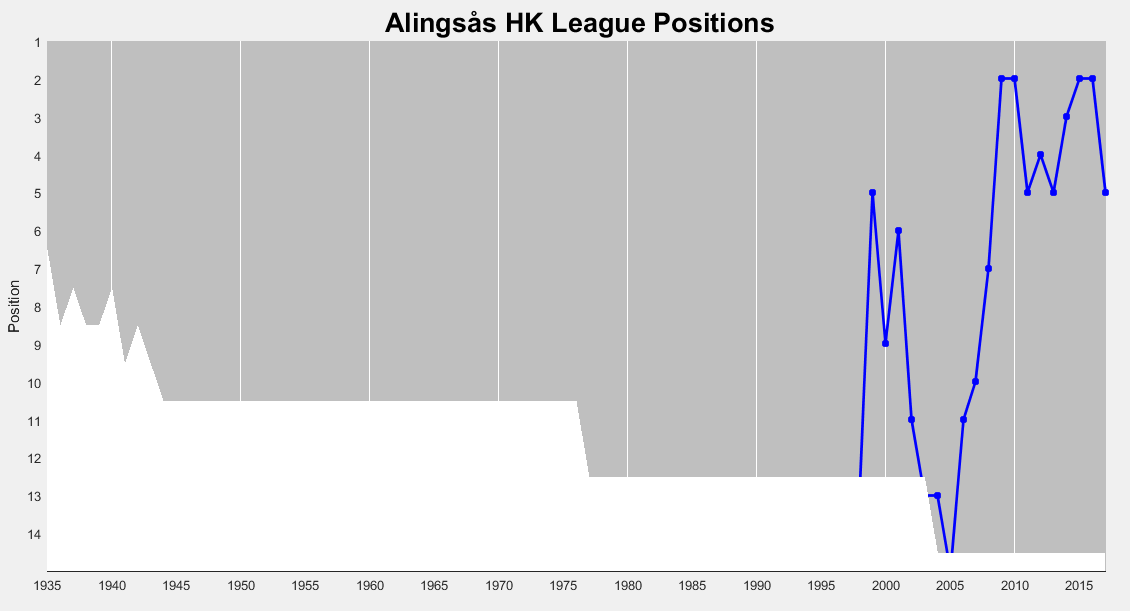
Alingsås placeringar i högsta serien genom åren.

Alingsås HK (AHK) bildades den 9 april 1973. Drivande vid bildandet var bland andra dåvarande bankdirektören Björn Russel. AHK tog då över Alingsås IF:s plats i division 3, efter att de lagt ner sin handbollssektion. Säsongen 1976/1977 gick man första gången upp i division 2 där man sedan vid denna tid mestadels höll till. 
När seriesystemet under 1980-talet gjordes om tog det några års kvalspel innan laget tog steget upp i division 1, landets då näst högsta division.  Säsongen 1990/1991 vann AHK kvalet till Elitserien (nuvarande Handbollsligan). Två dagar efter den sista kvalmatchen fråntogs dock laget platsen efter att ha diskvalificerats för dopning. En spelare hade före matchen tagit en värktablett som visade sig innehålla ett förbjudet ämne. Våren 1998 blev AHK slutligen klara för Elitserien för första gången.
Redan första säsongen i Elitserien, 1998/1999, gick AHK till slutspel och lyckades dessutom ta sig till SM-semifinal. Där blev det dock förlust mot HK Drott. En nyckelspelare var mittsexan Peter Möller. Tränare var Anders Fältnäs, som efter säsongen värvades till Tyskland. Fältnäs ersattes av den blott 29-årige, lovande tränaren Per Johansson.
Även andra året blev det slutspel och förlust i SM-kvartsfinalen, också denna gång mot HK Drott. I EHF-cupen blev laget utslaget av SC Pick Szeged från Ungern i den första omgången. De första åren under 00-talet åkte laget ur Elitserien två gånger, dock för att snabbt komma tillbaka igen. Från och med säsongen 2005/2006 etablerade sig laget på allvar i högsta ligan. Denna säsong slutade laget på elfte plats och vann kvalet mot IF Hallby med 2–0 i matcher. Följande år blev Robert Wedberg ny tränare och laget slutade på tionde plats, säker mark men utanför slutspelet. 2008 blev laget klart för slutspel efter seger mot Redbergslids IK i den näst sista matchen. Då var det första gången sedan 2001 man nådde slutspelet. Sedan dess har laget spelat slutspel samtliga säsonger.
Den 9 maj 2009 tog Alingsås HK sitt första SM-guld då man besegrade IF Guif med 29–26 inför 13 927 åskådare i Globen.
2012 tog Mikael Franzén över tränarsysslan. Klubben säkrade sitt andra SM-guld den 24 maj 2014 då man besegrade Lugi HF med 24–22 inför 10 677 åskådare i Malmö Arena.
Efter guldet 2014 har laget tagit sig till ytterligare fyra SM-finaler (2015, 2016, 2017 och 2019). De tre första stod IFK Kristianstad för motståndet och den fjärde lokalrivalen IK Sävehof. Samtliga fyra gånger slutade med SM-silver för Alingsås. 
Säsongen 2022/2023 gick herrlaget till SM-slutspel för 16:e året i rad. Samtidigt gick damlaget upp till allsvenskan, landets näst högsta division, för första gången någonsin.

## Spelartrupp
| Nr | Land    | Pos | Namn                   |
| -- | ------- | --- | ---------------------- |
| 1  | Sverige | MV  | Emil Holmberg Schatzl  |
| 12 | Sverige | MV  | Oskar Dahlin           |
| 16 | Sverige | MV  | Anton Hagvall          |
| 2  | Sverige | V9  | Petter Donaldson       |
| 3  | Sverige | V6  | Adam Svantesson        |
| 4  | Sverige | M9  | Albin Hägglund Junler  |
| 5  | Sverige | V9  | Oscar Gentzel          |
| 7  | Sverige | M9  | Albert Månsson         |
| 9  | Sverige | H6  | Samuel Lindberg        |
| 10 | Sverige | M9  | Emil Douglas Andersson |
| 11 | Sverige | M6  | Alexander Regen        |

| Nr | Land    | Pos | Namn              |
| -- | ------- | --- | ----------------- |
| 13 | Finland | V6  | Benjamin Helander |
| 14 | Sverige | H6  | Hugo Lignell      |
| 15 | Sverige | V6  | Samuel Oderbrant  |
| 17 | Sverige | M6  | Jacob Lundahl     |
| 18 | Sverige | M6  | Gustav Jönne      |
| 19 | Sverige | V9  | Edvin Landström   |
| 20 | Sverige | M6  | Arvid Andreasson  |
| 21 | Sverige | H9  | Johan Nilsson     |
| 22 | Sverige | H9  | Gzim Salihi       |
| 23 | Sverige | M9  | Jakob Markoff     |
| ?  | Sverige | H6  | Melker Ringqvist  |

## Spelare i urval

### Damer
- Mikaela Mässing (2023)

### Herrar
- Mikael Aggefors (2009–2016)
- Marcus Ahlm (1998–2000)
- Glenn Andersson (2006–2014)
- Magnus Andreasson (2007–2011)
- Niclas Barud (2017–)
- Andreas Berg (2017–2020)
- Oscar Bergendahl (2014–2018)
- Kristian Bliznac (2007–2012)
- Ove Blomgren
- Felix Claar (2013–2020)
- Max Darj (2009–2017)
- Marcus Enström (2006–2017)
- Emil Frend Öfors (2014–2017)
- Pierre Hammarstrand (?–2002)
- Richard Kappelin (2004–2006, 2007–2010)
- Jesper Konradsson (2011–2017)
- Fredrik Larsson (2014–2016)
- Peter Möller (?–1999)
- Johan Nilsson (2010–2019, 2019–)
- Teddy Nordling (1997–2001, 2002–2008)
- Magnus Persson (2016–2018)
- Johan Petersson (2008–2010)
- Gustav Rydergård (2006–2009)
- Charlie Sjöstrand (2006–2012)
- Joachim Stenbäcken
- Fredrik Teern (2013–2020)
- Daniel Tellander (2006–2007, 2011–2018)
- Joakim Ågren (1993–1999)

## Tränare i urval

### Damer
- Johan Petersson (2023–)

### Herrar
- Anders Fältnäs (1994–1999)
- Per Johansson (1999–2002)
- Torbjörn "Lurken" Johansson (2002–2005)
- Tore Brännberg (2005–2006)
- Robert Wedberg (2006–2012)
- Mikael Franzén (2012–2024)
- Mattias Flodman (2024–)